# Andrea Matteoli
Andrea Matteoli (ur. w 1968) – włoski snowboardzista. Nie startował na igrzyskach olimpijskich. Na mistrzostwach świata jego najlepszym wynikiem jest 18. miejsce w slalomie równoległym na mistrzostwach w Lienzu. Najlepsze wyniki w Pucharze Świata osiągnął w sezonie 1995/1996, kiedy to zajął 23. miejsce w klasyfikacji generalnej.

## Sukcesy

### Mistrzostwa Świata
| Miejsce | Dzień       | Rok  | Miejscowość | Konkurencja       | Zwycięzca      |
| ------- | ----------- | ---- | ----------- | ----------------- | -------------- |
| 40.     | 27 stycznia | 1996 | Lienz       | Gigant            | Jeff Greenwood |
| 18.     | 28 stycznia | 1996 | Lienz       | Slalom równoległy | Ivo Rudiferia  |

### Puchar Świata

#### Miejsca w klasyfikacji generalnej
- 1995/1996 - 23.

#### Miejsca na podium
1. Bad Hindelang – 4 lutego 1996 (Gigant) - 2. miejsce